# Заречный (Кирсановский район)
Заречный — посёлок в Кирсановском районе Тамбовской области России. Входит в состав Калаисского сельсовета.

## География
Посёлок находится в восточной части Тамбовской области, в лесостепной зоне, в пределах Окско-Донской равнины, к западу от реки Вороны, на расстоянии примерно 9 километров (по прямой) к юго-западу от города Кирсанова, административного центра района. К северу от посёлка проходит автодорога федерального значения Р208.
Климат
Климат характеризуется как умеренно континентальный с недостаточным и неустойчивым увлажнением. Среднегодовое количество осадков составляет 470—510 мм. Средняя температура января составляет −11,3 °С, июля — +20,4 °С.
Часовой пояс
Посёлок Заречный, как и вся Тамбовская область, находится в часовой зоне МСК (московское время). Смещение применяемого времени относительно UTC составляет +3:00.

## История
Основан в 1920 году. По данным 1926 года имелось 24 хозяйства и проживало 147 человек (69 мужчин и 78 женщин). В административном отношении деревня входила в состав Иноковской волости Кирсановского уезда Тамбовской губернии.

## Население
| 2010 |
| ---- |
| 18   |

Половой состав
По данным Всероссийской переписи населения 2010 года в гендерной структуре населения мужчины составляли 27,8 %, женщины — соответственно 72,2 %.
Национальный состав
Согласно результатам переписи 2002 года, в национальной структуре населения русские составляли 97 % из 31 чел.